# Stephen Bigelow
Pour les articles homonymes, voir Bigelow.
Stephen John Bigelow (né en 1971) est un mathématicien australien et professeur de mathématiques à l'Université de Californie à Santa Barbara.

## Formation
Bigelow obtient un bachelor en 1992 et une maîtrise en 1994 de l'université de Melbourne. Il termine son doctorat en 2000 à l'université de Californie à Berkeley sous la direction conjointe de Robion Kirby et Andrew Casson . Il retourne à Melbourne pendant deux ans en tant que chercheur avant de rejoindre la faculté de l'UCSB en 2002.

## Travaux
Il est connu pour sa preuve que les groupes de tresses sont linéaires, simultanément et indépendamment d'une autre preuve de Daan Krammer. 

## Prix et distinctions
L'American Mathematical Society lui décerne en 2001 le prix Blumenthal. Bigelow est conférencier invité au Congrès international des mathématiciens en 2002, s'exprimant sur les représentations des groupes de tresses. Il est boursier de recherche Sloan de 2002 à 2006.  En 2012, il est désigné comme l'un des premiers boursiers de l'American Mathematical Society. 

## Publications
- The Burau representation is not faithful for n=5. Geom. Topol. 3 (1999), 397–404.
- Braid groups are linear. J. Amer. Math. Soc. 14 (2001), no. 2, 471–486.
- avec Budney: The mapping class group of a genus two surface is linear. Algebr. Geom. Topol. 1 (2001), 699–708.
- Representations of braid groups. Proceedings of the International Congress of Mathematicians, Vol. II (Beijing, 2002), 37–45, Higher Ed. Press, Beijing, 2002.
- A homological definition of the Jones polynomial, Geometry and Topology Monographs, vol 4, Invariants of Knots and 3-Manfiolds (Kyoto 2001), 2002, pp 29–41.
- Braid groups and Iwahori-Hecke algebras, Proceedings of Symposia in Pure Mathematics, 2006.
- avec Peters, Morrison, Snyder: Constructing the extended Haagerup planar algebra. Acta Math. 209 (2012), no. 1, 29–82.